# Humberto I
Humberto I – stacja metra w Buenos Aires, na linii H. Znajduje się za stacją Inclán, a stacją Venezuela. Stacja została otwarta 31 maja 2007.